# Sulimów (województwo lubelskie)
Sulimów – wieś w Polsce położona w województwie lubelskim, w powiecie hrubieszowskim, w gminie Dołhobyczów.
W latach 1975–1998 miejscowość położona była w województwie zamojskim.
Wieś jest sołectwem w gminie Dołhobyczów. Według Narodowego Spisu Powszechnego z roku 2011 wieś liczyła 99 mieszkańców i była 23. co do liczby ludności miejscowością gminy.
W miejscowości znajduje się zabytkowa drewniana cerkiew św. Jana Ewangelisty.
Wierni Kościoła rzymskokatolickiego należą do parafii Najświętszego Serca Jezusowego w Hulczu.

## Ludność
Sulimów według danych na koniec 2011 liczył 99 mieszkańców w tym 47 kobiet i 52 mężczyzn. Od przełomu w 1989  zaznaczyła się wyraźna tendencja spadkowa liczby ludności.
- Wykres liczby ludności w Sulimowie na przestrzeni ostatnich lat[10]:

## Zabytki
- Cerkiew św. Jana Ewangelisty z 1867, greckokatolicka, obecnie pełni rolę filialnego kościoła rzymskokatolickiego parafii w Hulczu.

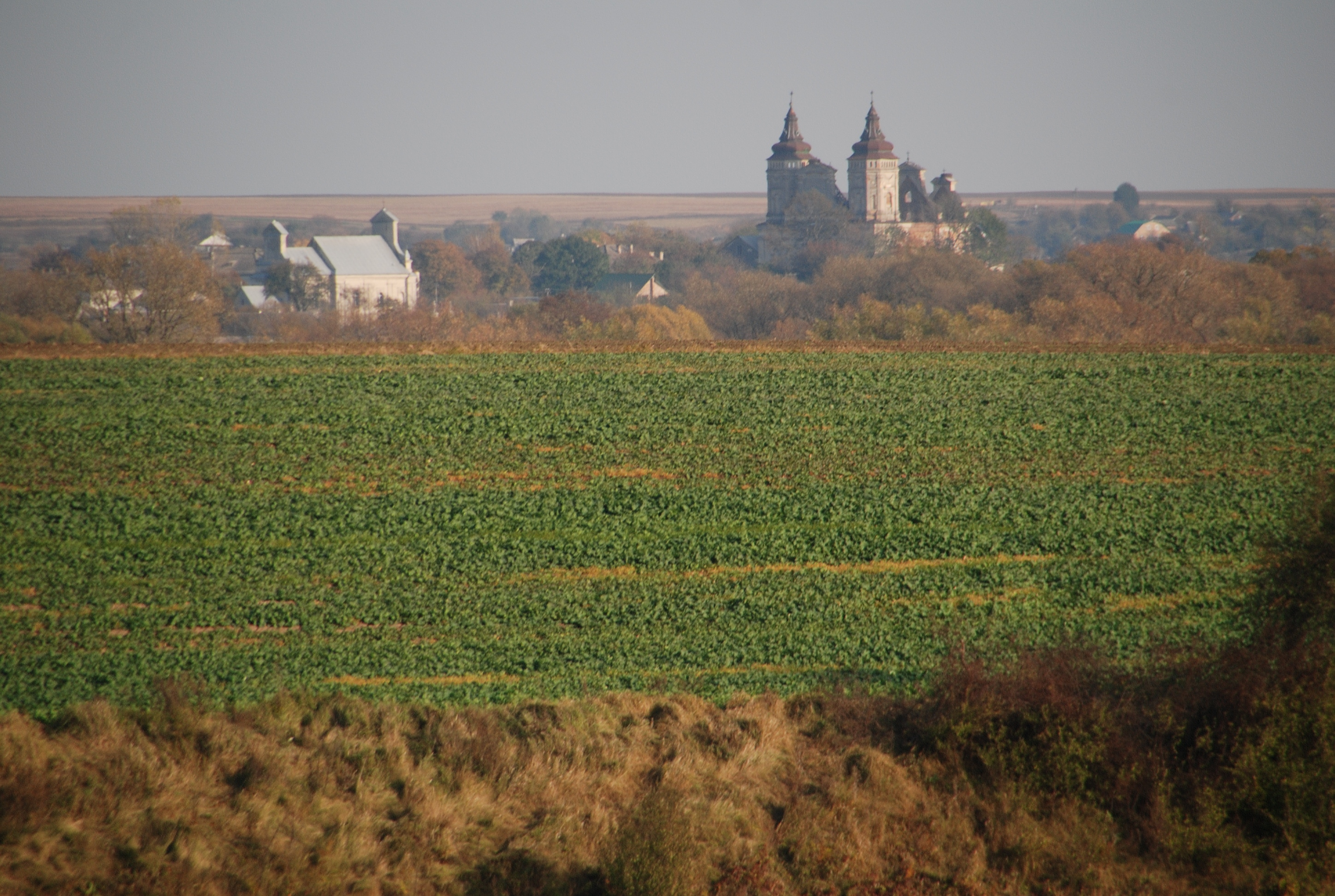
Widok na Waręż z Sulimowa
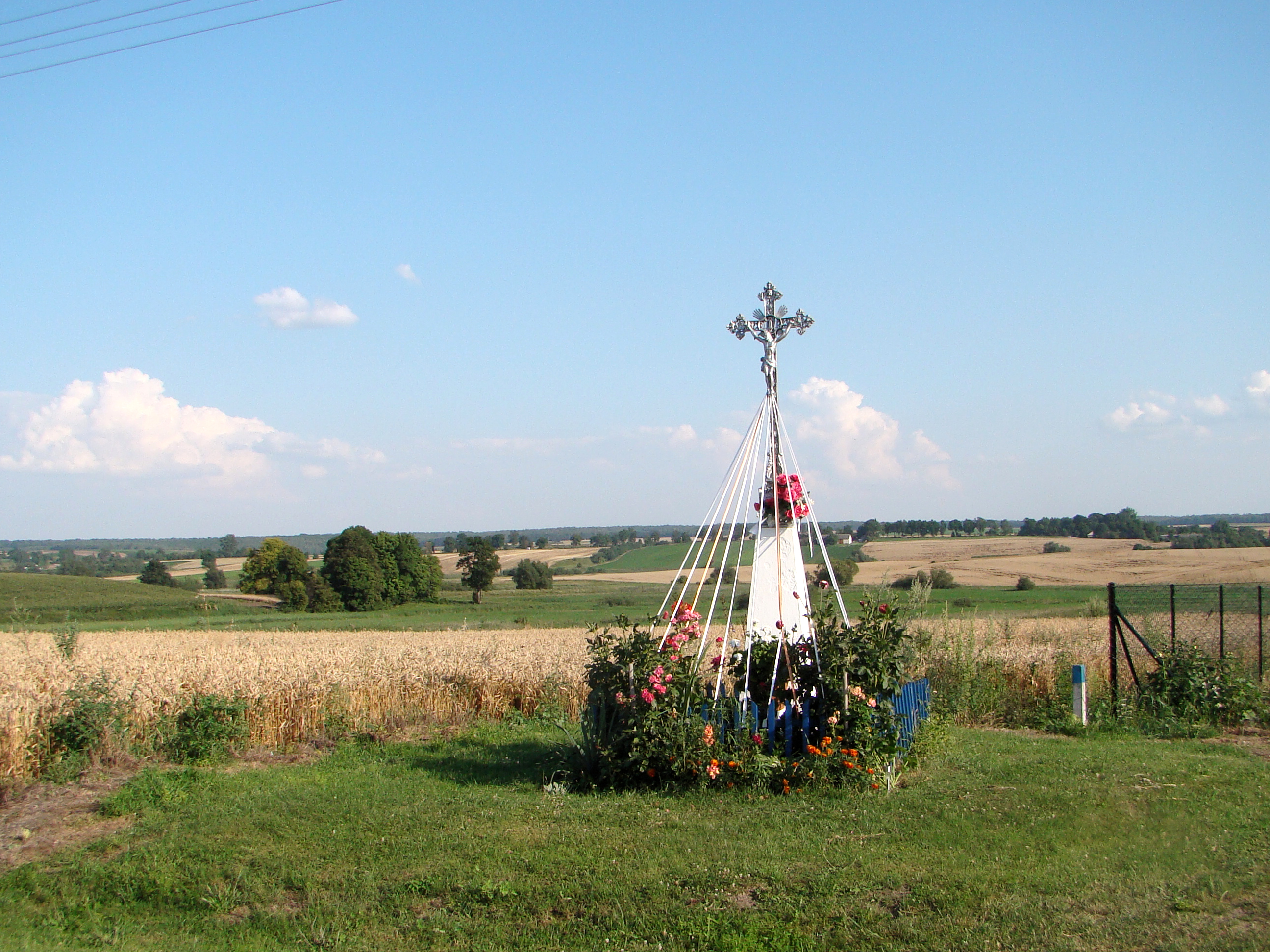
Krzyż przydrożny